# Цървени град
Цървени град (на сръбски: Црвени Град или Crveni Grad) е село в община Търговище, Пчински окръг, Сърбия.

## История
В края на XIX век Цървени град е село в Прешевска кааза на Османската империя. Според статистиката на Васил Кънчов („Македония. Етнография и статистика“) от 1900 година Цървенъ Градъ е населявано от 180 жители българи християни и 220 арнаути мохамедани. Според патриаршеския митрополит Фирмилиан в 1902 година в Цървени град има 61 сръбски патриаршистки къщи. По данни на секретаря на Българската екзархия Димитър Мишев („La Macédoine et sa Population Chrétienne“) в 1905 година в Цървени град (Tzerveni Grad) има 480 българи патриаршисти гъркомани.
В 2002 година в селото живеят 145 сърби, 3 българи и 1 македонец.

## Население
- 1948- 633
- 1953- 660
- 1961- 662
- 1971- 586
- 1981- 333
- 1991- 195
- 2002- 149